# Руководители Московского университета
Ректоры и дире́кторы (форма директора́ в соответствующий период была неупотребительна) Московского университета с 1755

## Директора
1. 1755—1757 Аргамаков, Алексей Михайлович
2. 1757—1763 Мелиссино, Иван Иванович
3. 1763—1770 Херасков, Михаил Матвеевич
4. 1770—1771 Тейльс, Антон Антонович (и. о.)
5. 1771—1784 Приклонский, Михаил Васильевич
6. 1784—1796 Фонвизин, Павел Иванович
7. 1796—1803 Тургенев, Иван Петрович

## Ректоры
1. 1803—1805 Чеботарёв, Харитон Андреевич
2. 1805—1807 Страхов, Пётр Иванович
3. 1807—1808 Баузе, Фёдор Григорьевич
4. 1808—1819 Гейм, Иван Андреевич
5. 1819—1826 Прокопович-Антонский, Антон Антонович
6. 1826—1833 Двигубский, Иван Алексеевич
7. 1833—1836 Болдырев, Алексей Васильевич
8. 1837—1842 Каченовский, Михаил Трофимович
9. 1842—1848 Альфонский, Аркадий Алексеевич
10. 1848—1850 Перевощиков, Дмитрий Матвеевич
11. 1850—1863 Альфонский, Аркадий Алексеевич (второй раз)
12. 1863—1870 Баршев, Сергей Иванович
13. 1871—1877 Соловьёв, Сергей Михайлович
14. 1877—1883 Тихонравов, Николай Саввич
15. 1883—1887 Боголепов, Николай Павлович
16. 1887—1891 Иванов, Гавриил Афанасьевич
17. 1891—1893 Боголепов, Николай Павлович (второй раз)
18. 1893—1898 Некрасов, Павел Алексеевич
19. 1898 Зверев, Николай Андреевич
20. 1898—1899 Зёрнов, Дмитрий Николаевич
21. 1899—1904 Тихомиров, Александр Андреевич
22. 1904—1905 Лахтин, Леонид Кузьмич
23. 1905 Трубецкой, Сергей Николаевич
24. 1905—1911 Мануйлов, Александр Аполлонович
25. 1911—1917 Любавский, Матвей Кузьмич
26. 1917—1919 Мензбир, Михаил Александрович
27. 1919 Гулевич, Владимир Сергеевич
28. 1919—1920 Новиков, Михаил Михайлович

## Председатели Временного Президиума
1. 1920—1921 Боголепов, Дмитрий Петрович
2. 1921 Волгин, Вячеслав Петрович

## Ректоры
1. 1921—1925 Волгин, Вячеслав Петрович
2. 1925—1928 Вышинский, Андрей Януарьевич
3. 1928—1929 Удальцов, Иван Дмитриевич (и. о.)

## Директора
1. 1929—1930 Удальцов, Иван Дмитриевич
2. 1930—1934 Касаткин, Василий Николаевич
3. 1934 Кадек, Матвей Георгиевич (и. о.)
4. 1934—1939 Бутягин, Алексей Сергеевич

## Ректоры
1. 1939—1941 Бутягин, Алексей Сергеевич
2. 1941—1942 Орлов, Борис Павлович (и. о. — московская часть)
3. 1941—1942 Филатов, Михаил Михайлович (и. о. — ашхабадская часть)
4. 1942 Галкин, Илья Саввич (и. о. — ашхабадская, свердловская часть)
5. 1943 Бутягин, Алексей Сергеевич
6. 1943—1947 Галкин, Илья Саввич
7. 1948—1951 Несмеянов, Александр Николаевич
8. 1951—1973 Петровский, Иван Георгиевич
9. 1973—1977 Хохлов, Рем Викторович
10. 1977—1992 Логунов, Анатолий Алексеевич
11. 1992—н. в. Садовничий, Виктор Антонович

## Ссылка
- Перечень руководителей Московского университета (сайт МГУ)
- Перечень руководителей Московского университета на сайте «Летопись Московского университета»